# Estação Cidade da Esperança
A Estação Cidade da Esperança é uma das estações do Sistema de Trens Urbanos de Natal, situada em Natal, entre a Estação Bom Pastor e a Estação Prómorar. Faz parte da Linha Sul.
Localiza-se na Rua Oeste. Atende o bairro da Cidade da Esperança.